# Mortis causa
Mortis causa (lat., česky „pro případ smrti“) je termín označující právní jednání, jehož účelem je zajistit nějaké, především majetkové záležitosti pro případ smrti. Typicky tedy jde o závěť nebo odkaz. Všechna jednání, která se naopak uskutečňují mezi živými, se označují inter vivos.